# 林震 (宋朝)
林震，字时旉，号介翁，北宋福建兴化军莆田县人，林冲之的从子，林霆之兄。
宋徽宗崇宁二年（1103年）考中进士。历任左正言、权给事中，知数州府，官至秘书少监，不肯附和蔡京等权贵，闻名于崇宁、大观之时。长于集句，曾经用诗三百八十家为《集句诗》。有《礼问》、《易传》、《易数》、《易问》及文集等。